# تفجير عدن (2015)
تفجير عدن 2015 هو تفجير في 6 أكتوبر، نتج عندما أستهدفت مجموعة من المهاجمين «فندق القصر» في عدن، الذي يقيم فيه نائب رئيس الجمهورية ورئيس الوزراء خالد بحاح، وعدد من وزراء الحكومة. وأماكن أخرى من بينها مقراً للقوات الإماراتية في عدن. وأجلت طائرة مروحية تابعة لقوات التحالف بحاح وعددا من وزراء الحكومة وقادة عسكريين من قوات التحالف من مقر إقامتهم بعد التفجيرات.
وأختلفت التقارير حول إذا ما كانت الأنفجارات ناجمة عن قصف صاروخي أو تفجيرات انتحارية،  ولكن بحاح أكد أن سيارتين استهدفتا فندق القصر مقر إقامة الحكومة في عدن، فيما استهدفت سيارتان أخريان موقعين آخرين.

## التفجير
أستهدفت عدة قذائف فندق القصر بعدن، وهو مقر إقامة رئيس الحكومة اليمنية خالد بحاح وعدد من الوزراء، صباح الثلاثاء 6 أكتوبر. حيث هزت 4 انفجارات عنيفة الفندق. وسقطت قذيفتين أخريين سقطتا على مقر قوات إماراتية في المدينة.
وأستهدفت سيارة مفخخة قصر «صالح بن فريد» في حي البريقة الذي تتخذ منه قوات من التحالف العربي بقيادة السعودية مقراً لها.
كما أستهدفت مفخخة رابعة موقع غرفة «عمليات عسكرية مشتركة» لقوات التحالف والقوات الموالية للرئيس هادي بجوار مصنع الحديد في حي الشعب بمدينة عدن.

## المنفذون
قالت البي بي سي أن قائد عسكري صرح بأن القذائف الصاروخية أطلقها الحوثيون وقوات الحرس الجمهوري القوات الموالية للرئيس السابق، علي عبد الله صالح، من منطقة الوزاعية بمحافظة تعز التي سيطروا عليها قبل أيام.
ونقلت روسيا اليوم أن القيادي الحوثي وعضو «اللجنة الثورية» التابعة للحوثيين، محمد مفتاح أعلن مسؤولية جماعته عن عملية استهداف مقر الحكومة بعدن، وقال إن الهجوم «رد على جريمة المخا».
ولكن داعش أعلن تبنيه العملية ونشر تفاصيلها وصوراً للانتحاريين الأربعة الذين نفذوها.

### تبني داعش
أعلن تنظيم داعش تبنيه الهجمات. وقال التنظيم في بيان له: 

وأضاف التنظيم أن: 

## الضحايا
أسفرت العمليات عن مقتل 15 جندياً من الجيش اليمني والمقاومة الشعبية، من بينهم أربعة جنود إماراتيين وكذلك جندي سعودي.

## وصلات خارجية
- لحظة استهداف فندق القصر مقر الحكومة اليمنية في عدن على يوتيوب.